# Xian de Nong'an
Le xian de Nong'an (农安县 ; pinyin : Nóng'ān Xiàn) est un district administratif de la province du Jilin en Chine. Il est placé sous la juridiction de la ville sous-provinciale de Changchun. Le centre de Nong'an se situe à 80 km au nord de Changchun. La ville de Nong'an est l'une des plus importantes du district.

## Démographie
La population du district était de 1 089 944 habitants en 1999.